# Morgendie
morgendie (вимовляється як моргендáй) — український музичний інді-гурт, заснований у 2019 році у місті Кропивницький. Учасниками гурту є: Анастасія Дубіна — вокалістка, авторка пісень та Дмитро Козлітін — музичний продюсер, автор пісень.

## Історія
У 2019 році 2 серпня гурт випустив дебютний російськомовний альбом «flora». У тому ж році, 27 вересня, гурт видає сингл «море». 
У 2020 році 17 січня гурт випускає вже другий російськомовний альбом «картины постмодерна» (укр. «картини постмодерну»), перед цим випустив 3 січня промо-сингл «другая реальность» (укр. «інша реальність»), що у майбутньому ввійде до самого альбому.
Того ж року гурт видає іншу версію вже раніше випущеної у складі альбому «картины постмодерна» пісні «кровавая роза» (укр. «кровава троянда»), а також, 30 жовтня, видає міні-альбом «антагонист» (укр. «антагоніст»).
У 2021 році 26 квітня гурт випускає пісню «айсберг», що стає останньою російськомовною піснею у репертуарі гурту. Згодом, 4 червня, гурт видає першу україномовну пісню «очі відьми», що «відкриває майбутній альбом» і стає одною з найуспішніших пісень у кар'єрі гурту. Наступний сингл гурт видає 9 липня, його назва — «вина». Третій сингл виходить 6 серпня, його назва — «мікрорайон». Перший україномовний альбом виходить 13 серпня, він має назву «місто мільйонів історій» і містить у собі 10 пісень, що, як зазначає Дмитро (музичний продюсер), «були написані та записані лише за місяць». Незабаром, 9 вересня, гурт випускає відеокліп на пісню «мікрорайон», що стає їх першим відеокліпом. 5 листопада гурт видає новий сингл «київське метро».
27 січня 2022 року виходить перший сингл на підтримку нового альбому — «секретний сад». 25 березня 2022 року виходить ще один сингл разом із кліпом — «запах орхідей». 20 травня 2022 року виходить третій сингл до нового альбому — «дівочі сльози». 3 червня 2022 року вийшов четвертий альбом гурту під назвою «секретний сад». Альбом вміщує в себе 12 пісень.

## Склад
- Анастасія Дубіна — вокал
- Дмитро Козлітін — музика

## Дискографія
Студійні альбоми:
- 2019 — «flora»
- 2020 — «картины постмодерна»
- 2021 — «місто мільйонів історій»
- 2022 — «секретний сад»

Сингли:
- 2019 — «море»
- 2020 — «другая реальность»
- 2020 — «кровавая роза»
- 2020 — «искусство уходить»
- 2020 — «цитрус»
- 2021 — «айсберг»
- 2021 — «очі відьми»
- 2021 — «вина»
- 2021 — «мікрорайон»
- 2021 — «київське метро»
- 2022 — «секретний сад»
- 2022 — «запах орхідей»
- 2022 — «дівочі сльози»

Кліпи:
- 2021 — «мікрорайон»
- 2022 — «запах орхідей»